# 仁ヶ村
仁ヶ村（にかむら）は、かつて新潟県西蒲原郡にあった村。仁箇村と表記される場合がある。1901年11月1日の編入合併によって消滅し、現在は新潟市西蒲区の一部となっている。
以下の記述は合併直前当時の旧仁ヶ村に関しての記述であり、現在では名称等が異なる場合がある。なお、ここに記述されていない内容に関しては新潟市などの記事を参照。

## 沿革
- 1889年（明治22年）4月1日 - 町村制施行に伴い西蒲原郡仁箇村、布目村が合併し、仁ヶ村が発足。
- 1901年（明治34年）11月1日 - 西蒲原郡竹野町村、福木岡村、稲島村と合併し、峰岡村となり消滅。

## 地域
仁ヶ村は、合併した村名を継承する以下の大字で構成される。
仁箇（にか）
1889年（明治22年）まであった仁箇村の区域。現在の新潟市西蒲区仁箇。
布目（ぬのめ）

1889年（明治22年）まであった布目村の区域。現在の新潟市西蒲区布目。